# Brampton Airport
Brampton Airport är en flygplats i Kanada.   Den ligger i provinsen Ontario, i den sydöstra delen av landet, 400 km sydväst om huvudstaden Ottawa. Brampton Airport ligger 280 meter över havet.
Terrängen runt Brampton Airport är platt. Runt Brampton Airport är det ganska tätbefolkat, med 207 invånare per kvadratkilometer.. Närmaste större samhälle är Brampton, 12,1 km sydost om Brampton Airport.
Omgivningarna runt Brampton Airport är en mosaik av jordbruksmark och naturlig växtlighet.